# امتناع جنسي

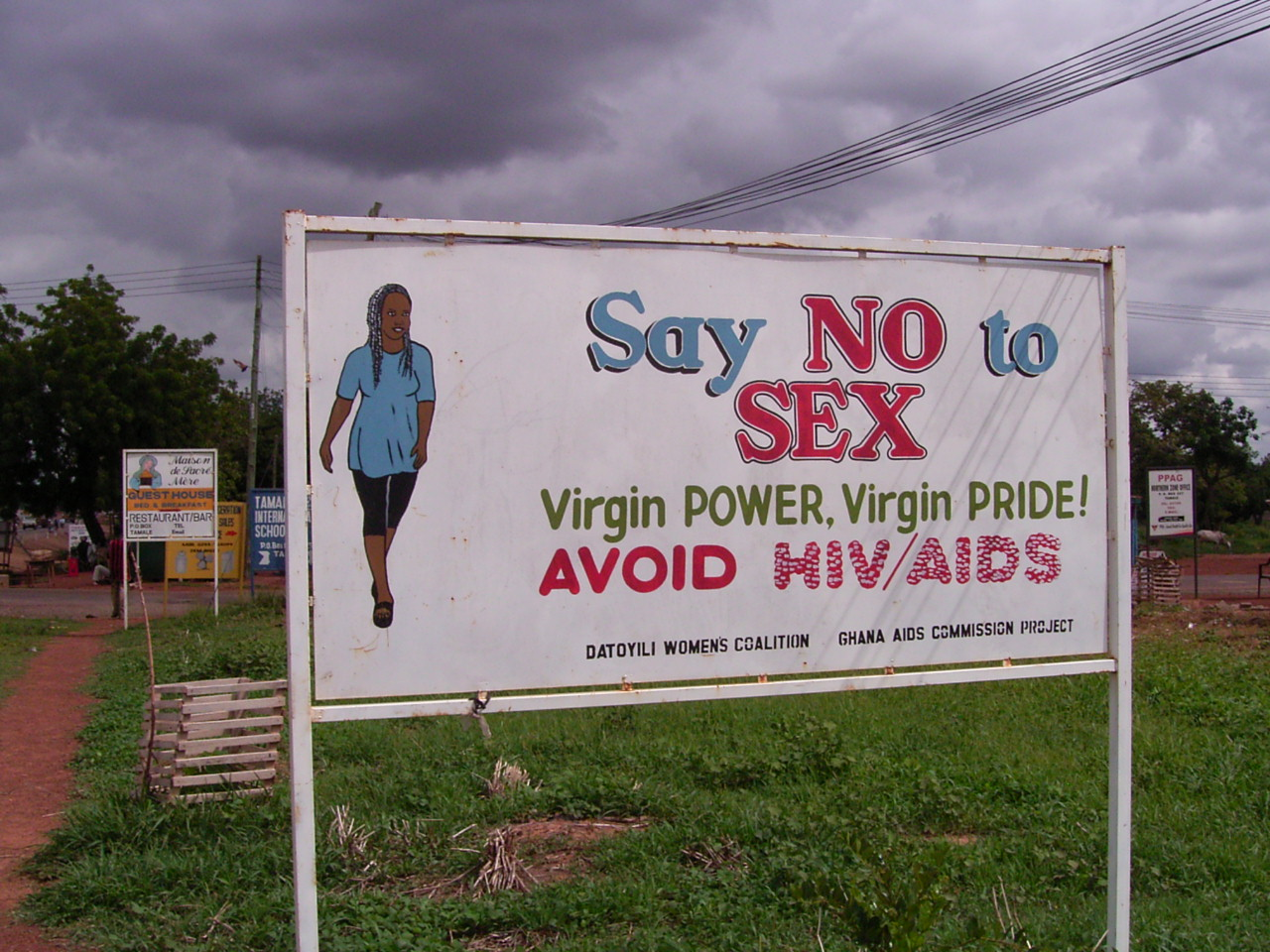

الامتناع عن الجنس هو الإمساك عن بعض نواحي النشاط الجنسي أو جميعها لأسباب صحية أو فيزيولوجية أو قانونية أو دينية أو اجتماعية، وقد تكون طوعية أو قاهرة (كما في السجون).
من أسباب الامتناع الجنسي:
- المحافظة على العفة
- عدم الاستعداد النفسي للعلاقات الجنسية
- الانعزال الجغرافي أو في السجن
- للتركيز على أمور أخرى (التعلية)
- منع الحمل